# Michaił Kolesnikow
Michaił Pietrowicz Kolesnikow, ros. Михаил Петрович Колесников (ur. 30 czerwca 1939 w Jejsku, zm. 26 marca 2007 w Moskwie) – Szef Sztabu Generalnego, 1 zastępca Ministra Obrony Federacji Rosyjskiej; od 1995 generał armii.

## Życiorys
Po ukończeniu dziesięciolatki (rosyjskiej szkoły podstawowej) wstąpił do Omskiej Szkoły Pancernej, którą ukończył w 1959. Służył w Dalekowschodnim Okręgu Wojskowym, w oddziale dowodzonym wówczas przez Wasilija Pietrowa, późniejszego marszałka Związku Radzieckiego. W 1972 ze stanowiska dowódcy batalionu czołgów poszedł na studia do Akademii Wojsk Pancernych, którą ukończył z wyróżnieniem w 1975. Został wysłany do Grupy Wojsk Radzieckich w Niemczech, najpierw jako dowódca pułku czołgów, a później jako szef sztabu dywizji czołgów. Od 1979 – dowódca dywizji w Kijowskim Okręgu Wojskowym. W 1981 w stopniu generała majora został skierowany do Akademii Wojskowej Sztabu Generalnego, którą ukończył z wyróżnieniem i złotym medalem. W Zakaukaskim Okręgu Wojskowym dowodził korpusem, a następnie armią ogólnowojskową. W 1987 został przeniesiony do Syberyjskiego Okręgu Wojskowego na stanowisko szefa sztabu okręgu. W 1988 roku był szefem sztabu wojsk kierunku południowego w Baku. Od 1990 – Szef Sztabu Głównego Naczelnego Dowództwa Wojsk Lądowych. 
Po wydarzeniach z sierpnia 1991 został zastępcą szefa Sztabu Generalnego, Szefem Głównego Zarządu Organizacyjno-Mobilizacyjnego. W 1992 objął stanowisko Pierwszego Zastępcy Szefa Sztabu Generalnego, a w grudniu 1992 – Szefa Sztabu Generalnego. W październiku 1996 w Duszanbe na spotkaniu ministrów obrony armii Wspólnoty Niepodległych Państw nastąpiła sensacja – ministrowie nie zaakceptowali kandydatury Kolesnikowa. Od tego czasu pozostawał bez pracy. 
1 czerwca 1998 z rekomendacji Andrzieja Kokoszyna, sekretarza Rady Bezpieczeństwa, dekretem prezydenta został mianowany przewodniczącym Państwowej Komisji Technicznej. Pochowany na Cmentarzu Trojekurowskim w Moskwie.